# Droga krajowa nr 2 (Polska)

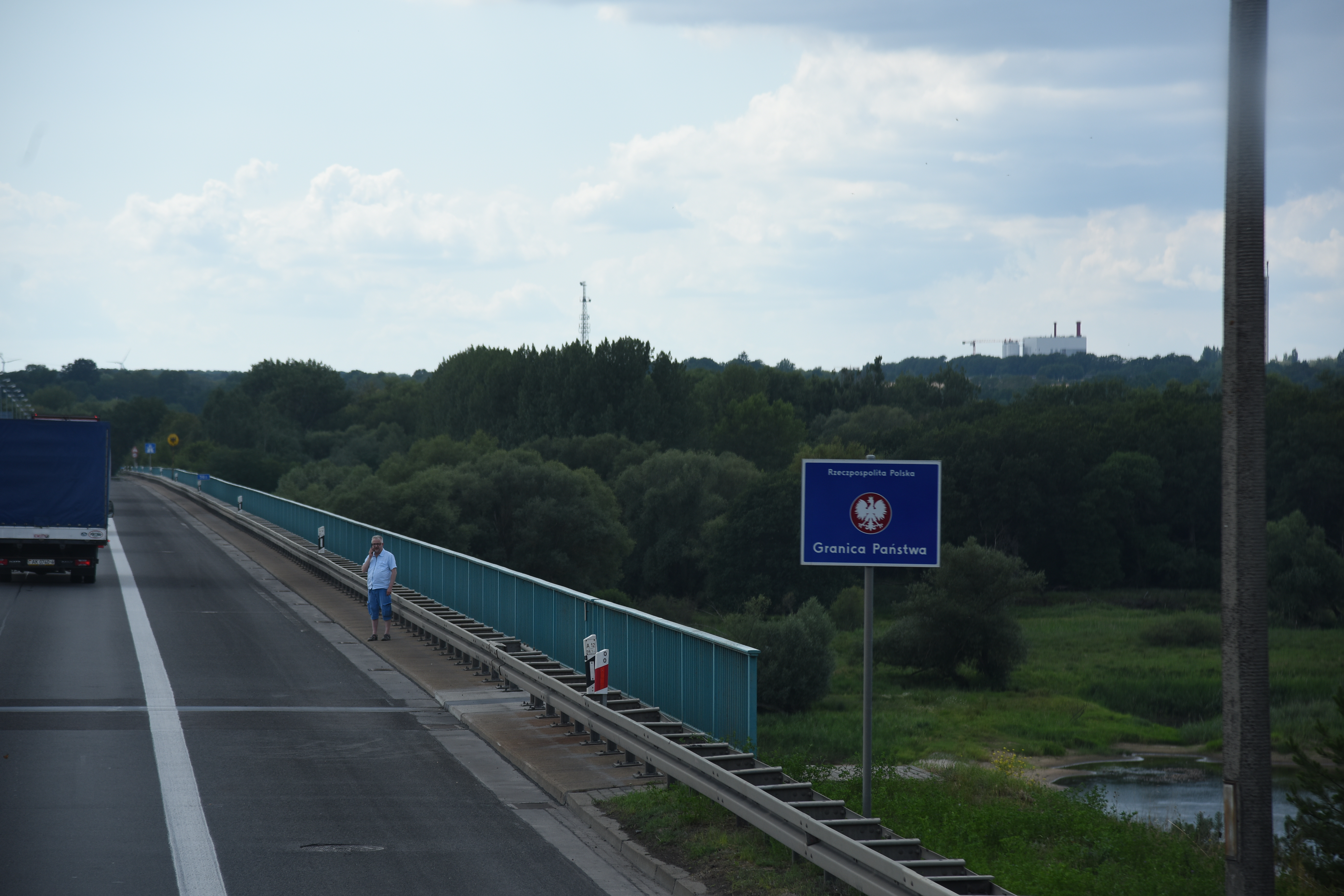
Zachodni koniec drogi krajowej nr 2 przy moście granicznym w Świecku.

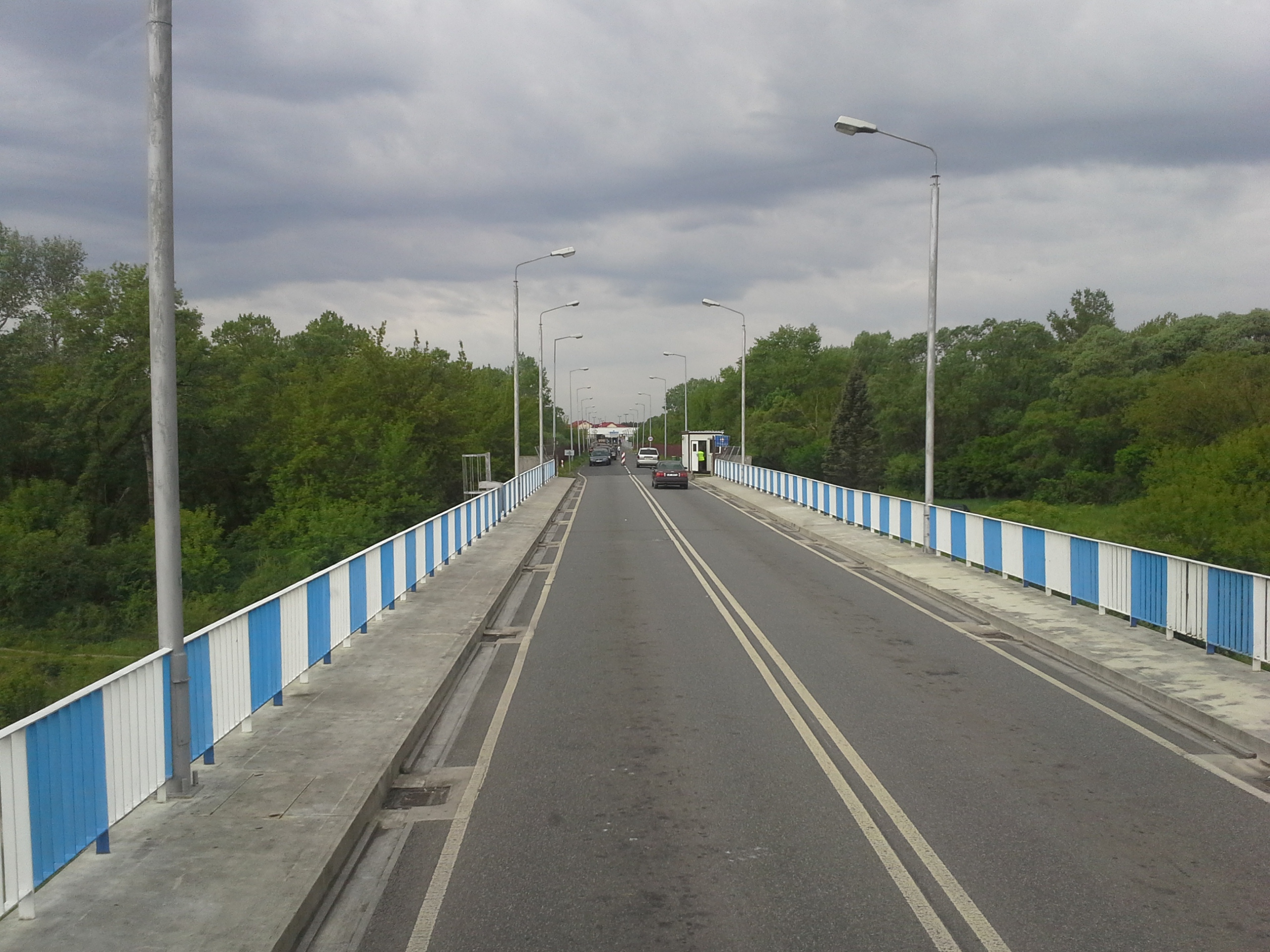
Wschodni koniec drogi krajowej nr 2 – most graniczny nad Bugiem w Terespolu. Widok od strony Brześcia.

Droga krajowa nr 2 (DK2) – droga krajowa klasy A, S oraz GP będąca polską częścią międzynarodowego szlaku komunikacyjnego E30 z Cork (Irlandia) do Omska (Rosja). Przebiega przez pięć województw: lubuskie, wielkopolskie, łódzkie, mazowieckie i lubelskie. Jest to droga przebiegająca równoleżnikowo.

## Dopuszczalny nacisk na oś
1 maja 2004 roku, w dniu dołączenia Polski do Unii Europejskiej, zaczęło obowiązywać rozporządzenie Ministerstwa Infrastruktury, na mocy którego dopuszczono ruch pojazdów o nacisku pojedynczej osi do 11,5 tony – początkowo na odcinku Poznań (węzeł Komorniki) – Konin (węzeł Modła). 15 listopada 2005 roku rozszerzono podwyższoną nośność na całą długość drogi nr 2, co obowiązuje do dziś.

## Autostrada A2
Na odcinkach Świecko–Konotopa oraz Warszawa-Lubelska–Siedlce droga ma status autostrady o numerze A2. Bezpłatną alternatywę dla płatnych odcinków autostrady A2 stanowi droga krajowa nr 92, która bywa nazywana starą dwójką.

## Droga ekspresowa S2
Na odcinku stanowiącym Południową Obwodnicę Warszawy, pomiędzy węzłami Konotopa i Warszawa-Lubelska, szlak ma status drogi ekspresowej.

## Historia numeracji
Na przestrzeni lat trasa posiadała różne oznaczenia:

| Numer | Numer | Przebieg | Lata obowiązywania                                                          | Źródło | Uwagi |
| ----- | ----- | --- | --------------------------------------------------------------------------- | --- | --- |
| 3     | 3     | Warszawa – Sochaczew – Łowicz – Kutno – Kostrzyń – Poznań – Pniewy – Skwierzyna – granica państwa (– Berlin) | 1921 – lata 30.                                                             | Ustawa z dnia 10 grudnia 1920 r. o budowie i utrzymaniu dróg publicznych w Rzeczypospolitej Polskiej (Dz.U. z 1921 r. nr 6, poz. 32) | |
| 7     | 7     | Warszawa – Miłosna – Siedlce – Biała Podlaska – Brześć Litewski – granica państwa (– Moskwa) | 1921 – lata 30.                                                             | Ustawa z dnia 10 grudnia 1920 r. o budowie i utrzymaniu dróg publicznych w Rzeczypospolitej Polskiej (Dz.U. z 1921 r. nr 6, poz. 32) | |
| 17    | 17    | Warszawa – Błonie – Sochaczew – Łowicz – Kutno – Poznań – granica państwa | lata 30. – 1952                                                             | - Zygmunt Jaworski, Alojzy Świkla, Wacław Pastwa, Mapa samochodowa Polski (stan dróg) na rok 1939/40, Tadeusz Musiał, 1939. Brak numerów stron w książce - Rozporządzenie Ministra Budownictwa z dnia 26 września 1949 r. w sprawie odległości budynków od niektórych dróg państwowych (Dz.U. z 1949 r. nr 52, poz. 398) - Droga państwowa. Wegenwiki. (niderl.). | |
| 4     | 4     | Warszawa – Miłosna – Mińsk Mazowiecki – Kałuszyn – Siedlce – Biała Podlaska – Brześć (granica państwa) | lata 30. – 1952                                                             | - Zygmunt Jaworski, Alojzy Świkla, Wacław Pastwa, Mapa samochodowa Polski (stan dróg) na rok 1939/40, Tadeusz Musiał, 1939. Brak numerów stron w książce - Rozporządzenie Ministra Budownictwa z dnia 26 września 1949 r. w sprawie odległości budynków od niektórych dróg państwowych (Dz.U. z 1949 r. nr 52, poz. 398) - Droga państwowa. Wegenwiki. (niderl.). | |
| R 167 | R 167 | Frankfurt (Oder) – Reppen (Rzepin) – Sternberg (Torzym) – Schwiebus (Świebodzin) | 1939(?) – 1945                                                              | - Der Große Conti-Atlas für Kraftfahrer. Deutsches Reich und Nachbargebiete 1:500 000 mit den Reichsautobahnen, wyd. 18, Hannover: Kartographischer Verlag der Continental Caoutchouc-Compagnie G.m.b.H., 1938 (niem.). Brak numerów stron w książce - DDAC Strassenkarte von Deutschland Masstab 1:1.250.000 (Juli 1941), München: IRO-Verlag Carl Kremling, lipiec 1941 (niem.). Brak numerów stron w książce                                                                      | - numer nadany w czasie niemieckiej okupacji - przed wybuchem II wojny światowej przez Trzciel przebiegała granica polsko-niemiecka                                                                                               |
| R 97  | R 97  | Schwiebus (Świebodzin) – Tirschtiegel (Trzciel) – Pinne (Pniewy) | 1939(?) – 1945                                                              | - Der Große Conti-Atlas für Kraftfahrer. Deutsches Reich und Nachbargebiete 1:500 000 mit den Reichsautobahnen, wyd. 18, Hannover: Kartographischer Verlag der Continental Caoutchouc-Compagnie G.m.b.H., 1938 (niem.). Brak numerów stron w książce - DDAC Strassenkarte von Deutschland Masstab 1:1.250.000 (Juli 1941), München: IRO-Verlag Carl Kremling, lipiec 1941 (niem.). Brak numerów stron w książce                                                                      | - numer nadany w czasie niemieckiej okupacji - przed wybuchem II wojny światowej przez Trzciel przebiegała granica polsko-niemiecka                                                                                               |
| R 114 | R 114 | Pinne (Pniewy) – Posen (Poznań) – Kostschin (Kostrzyn) – Wreschen (Września) – Grenzhausen (Słupca) – Golina – Konin – Warthbrücken (Koło) – Krośniewice – Kutno – granica z Generalnym Gubernatorstwem                                                     | 1939(?) – 1945                                                              | - Der Große Conti-Atlas für Kraftfahrer. Deutsches Reich und Nachbargebiete 1:500 000 mit den Reichsautobahnen, wyd. 18, Hannover: Kartographischer Verlag der Continental Caoutchouc-Compagnie G.m.b.H., 1938 (niem.). Brak numerów stron w książce - DDAC Strassenkarte von Deutschland Masstab 1:1.250.000 (Juli 1941), München: IRO-Verlag Carl Kremling, lipiec 1941 (niem.). Brak numerów stron w książce - Gauhauptstadt Posen, październik 1943 [dostęp 2022-02-04] (niem.). | - numer nadany w czasie niemieckiej okupacji - przed wybuchem II wojny światowej przez Trzciel przebiegała granica polsko-niemiecka                                                                                               |
| 45    | E8    | granica państwa – Świecko – Rzepin – Świebodzin – Trzciel – Pniewy | • krajowy: 1952 – 14 II 1986 • europejski: 1962 – 1985                      | - Mapa samochodowa Polski 1:1 000 000, Państwowe Przedsiębiorstwo Wydawnictw Kartograficznych, 1962, Warszawa - Samochodowy atlas Polski 1:500 000, wydanie dziewiąte, Państwowe Przedsiębiorstwo Wydawnictw Kartograficznych, 1984, Warszawa - Reiseatlas DDR mit ČSSR, Polen, UDSSR, Ungarn, Rumänien, Bulgarien. Berlin/Leipzig, DDR: VEB Tourist Verlag, 1977, s. 37. | - na odcinku Łowicz – Sochaczew – Błonie – Warszawa wspólny przebieg z drogą E12 - brak danych dot. daty zmiany numeracji krajowej - Od 1974 r. na odcinku Tarnowo Podgórne – Poznań – Września w standardzie drogi dwujezdniowej |
| 17    | E8    | Pniewy – Poznań – Września – Słupca – Konin – Koło – Krośniewice – Kutno – Łowicz – Sochaczew – Błonie – Warszawa | • krajowy: 1952 – 14 II 1986 • europejski: 1962 – 1985                      | - Mapa samochodowa Polski 1:1 000 000, Państwowe Przedsiębiorstwo Wydawnictw Kartograficznych, 1962, Warszawa - Samochodowy atlas Polski 1:500 000, wydanie dziewiąte, Państwowe Przedsiębiorstwo Wydawnictw Kartograficznych, 1984, Warszawa - Reiseatlas DDR mit ČSSR, Polen, UDSSR, Ungarn, Rumänien, Bulgarien. Berlin/Leipzig, DDR: VEB Tourist Verlag, 1977, s. 37. | - na odcinku Łowicz – Sochaczew – Błonie – Warszawa wspólny przebieg z drogą E12 - brak danych dot. daty zmiany numeracji krajowej - Od 1974 r. na odcinku Tarnowo Podgórne – Poznań – Września w standardzie drogi dwujezdniowej |
| 13    | E8    | Warszawa – Mińsk Mazowiecki – Siedlce – Międzyrzec Podlaski – Biała Podlaska – Terespol – granica państwa | • krajowy: 1952 – 14 II 1986 • europejski: 1962 – 1985                      | - Mapa samochodowa Polski 1:1 000 000, Państwowe Przedsiębiorstwo Wydawnictw Kartograficznych, 1962, Warszawa - Samochodowy atlas Polski 1:500 000, wydanie dziewiąte, Państwowe Przedsiębiorstwo Wydawnictw Kartograficznych, 1984, Warszawa - Reiseatlas DDR mit ČSSR, Polen, UDSSR, Ungarn, Rumänien, Bulgarien. Berlin/Leipzig, DDR: VEB Tourist Verlag, 1977, s. 37. | - na odcinku Łowicz – Sochaczew – Błonie – Warszawa wspólny przebieg z drogą E12 - brak danych dot. daty zmiany numeracji krajowej - Od 1974 r. na odcinku Tarnowo Podgórne – Poznań – Września w standardzie drogi dwujezdniowej |
| 2     | E30   | granica państwa – Świecko – Świebodzin – Pniewy – Poznań – Września – Słupca – Konin – Koło – Krośniewice – Kutno – Łowicz – Sochaczew – Błonie – Warszawa – Mińsk Mazowiecki – Siedlce – Międzyrzec Podlaski – Biała Podlaska – Terespol – granica państwa | • krajowy: od 14 II 1986, z późniejszymi zmianami • międzynarodowy: od 1985 | Uchwała nr 192 Rady Ministrów z dnia 2 grudnia 1985 r. w sprawie zaliczenia dróg do kategorii dróg krajowych (M.P. z 1986 r. nr 3, poz. 16) | wraz z oddawaniem do użytku odcinków autostrady A2 następuje zmiana numeracji drogi na 92 |

## Ważniejsze miejscowości leżące na trasie 2
- Świecko – granica z Niemcami (droga krajowa 29)
- Rzepin – obwodnica A2 (droga krajowa 92)
- Świebodzin (Jordanowo) (droga ekspresowa S3)
- Nowy Tomyśl – obwodnica A2
- Poznań – obwodnica A2 (droga krajowa 5, droga krajowa 11)
- Września, obwodnica A2 (droga krajowa 15)
- Konin (Modła) – obwodnica A2 (droga krajowa 25, droga krajowa 72)
- Skierniewice (droga krajowa 70)
- Łowicz (droga krajowa 14, droga krajowa 70, droga krajowa 92)
- Pruszków – obwodnica A2
- Warszawa – obwodnica S2 (droga krajowa 7, droga krajowa 8, droga krajowa 61, droga krajowa 79, droga krajowa 17)
- Mińsk Mazowiecki (droga krajowa 50) – obwodnica A2
- Kałuszyn – obwodnica A2
- Siedlce (droga 63) – obwodnica[b]
- Międzyrzec Podlaski (droga krajowa 19) – obwodnica
- Biała Podlaska – obwodnica
- Wólka Dobryńska (droga krajowa 68)
- Terespol, przejście graniczne z Białorusią – obwodnica

## Szczegóły przebiegu

### Przebieg w Warszawie
Na przestrzeni lat kilkukrotnie zmieniano przebieg drogi nr 2 przez Warszawę:
- 14 lutego 1986[c]–2000[9]: ul. Połczyńska – ul. Wolska – ul. Marcina Kasprzaka – ul. Prosta – rondo Ignacego Daszyńskiego – ul. Towarowa – pl. Artura Zawiszy – ul. Raszyńska[d] / ul. Andrzeja Krzyckiego[e] – ul. Wawelska[f] – al. Armii Ludowej[f] – Most Łazienkowski[f][g] – al. Stanów Zjednoczonych[f] – ul. Ostrobramska[h] – ul. Płowiecka – ul. Bronisława Czecha[10]
- 2000–2014[11]: ul. Połczyńska – ul. Wolska – ul. Marcina Kasprzaka – al. Prymasa Tysiąclecia – Aleje Jerozolimskie – ul. Mieczysława Grzymały-Sokołowskiego – ul. Kopińska – ul. Wawelska – al. Armii Ludowej – Most Łazienkowski – al. Stanów Zjednoczonych – ul. Ostrobramska – ul. Płowiecka – ul. Bronisława Czecha – ul. Trakt Brzeski[i]
- 2014–22.12.2020[11]: al. Polskiej Organizacji Wojskowej[j] – al. Legionów Piłsudskiego[j] – ul. Puławska – ul. Dolina Służewiecka – al. gen. Władysława Sikorskiego – al. Wincentego Witosa – al. Józefa Becka[k] – Most Siekierkowski[k] – al. gen. Bolesława Wieniawy-Długoszewskiego[k] – ul. Płowiecka – ul. Bronisława Czecha – ul. Trakt Brzeski[12]
- 22.12.2020–20.12.2021: równocześnie powyższy przebieg oraz odcinek południowej obwodnicy pomiędzy węzłami Warszawa Wilanów a Lubelska[13]
- od 20 grudnia 2021: miejski odcinek południowej obwodnicy[14][15].

### Przebieg w okolicach Mińska Mazowieckiego
Od skrzyżowania w Warszawie z drogą krajową nr 17 do węzła w Stojadłach z drogą krajową nr 50, droga nr 2 była całkowicie uprzywilejowana (19,4 km). W 2011 roku odcinek został przebudowany – powstały skrzyżowania z sygnalizacją świetlną oraz rondo w Dębem Wielkim.
W sierpniu 2012 roku oddano do użytku obwodnicę autostradową Mińska Mazowieckiego, na którą przeniesiono drogę nr 2. 17 grudnia 2012 roku, na mocy zarządzenia Generalnego Dyrektora Dróg Krajowych i Autostrad, stary odcinek Choszczówka Stojecka – Mińsk – Ryczołek (Kałuszyn) otrzymał numer 92.
W marcu 2021 roku, na podstawie zarządzenia GDDKiA, odcinek od skrzyżowania z drogą krajową nr 17 na pograniczu Warszawy i Zakrętu do Choszczówki Stojeckiej został przemianowany na drogę nr 92.
Na wschód od Mińska, aż do Siedlec (łącznie z ich obwodnicą), droga krajowa nr 2 jest cały czas uprzywilejowana (ponad 50 km).

## Pikietaż
Poniższa tabela zawiera informacje dotyczące wyznaczonego pikietażu w ciągu drogi, opracowana na podstawie danych udostępnionych przez Generalną Dyrekcję Dróg Krajowych i Autostrad. Może ona zawierać nie do końca precyzyjne dane.
| Oznaczenie | Odcinek                                                                         | km początkowy | km końcowy | Uwagi |
| ---------- | ------------------------------------------------------------------------------- | ------------- | ---------- | --- |
| 2b         | most graniczny w Świecku – węzeł Świecko                                        | 0,0           | 2,8        | - pikietaż lokalny - punkt środkowy węzła przypada na 2,8 km |
| A2         | węzeł Świecko – Poznań – Konin – Stryków – węzeł Konotopa                       | 2,8           | 455,6      | - według oznakowania autostrada rozpoczyna się na wysokości 3,9 km - odcinki wspólne: - z S5 (E261): ≈154,7 km – 180 km - z S11: ≈154,7 km – 170,6 km - na odcinku od węzła Pruszków do węzła Konotopa jezdnia w kierunku Warszawy oznakowana jako droga ekspresowa - pikietaż końcowy w miejscu punktu środka węzła                                                              |
| S2         | południowa obwodnica Warszawy: węzeł Konotopa – węzeł Puławska – węzeł Lubelska | 455,6         | 489,7      | - pikietaż początkowy i końcowy w miejscu punktu środka poszczególnych węzłów - odcinki wspólne: - z S8 (E67): 455,6 km – 461,4 km - z S79: 468,2 km – 470,2 km |
| A2         | węzeł Lubelska – Mińsk Mazowiecki – Kałuszyn – węzeł Siedlce Południe           | 489,7         | ≈560,8     | - odcinek od węzła do 490,9 km, skąd według oznakowania następuje kontynuacja przebiegu autostrady A2, stanowi część drogi ekspresowej S2 - pikietaż końcowy w miejscu punktu środka węzła Siedlce Południe - istniejący odcinek autostrady za węzłem Siedlce Południe kończy się około 562,7 km                                                                                  |
| 2          | węzeł Siedlce Południe – Biała Podlaska – Terespol – granica państwa            | 568           | ≈673,1     | - według źródła pikietaż na odcinku od węzła z autostradą (≈567,3 km) do mostu nad Muchawką (568 km) jest częścią drogi krajowej nr 92 – potencjalnie tworzy to nieciągłość pikietażu drogi nr 2 - wjazd na teren przejścia granicznego w Terespolu na wysokości 672,4 km - pikietaż końcowy przed mostem granicznym nad Bugiem; w materiale źródłowym ostatni słupek pikietażowy |